# Liste d'élections en 1976
Chronologie des élections
- 1972
- 1973
- 1974
- 1975
- 1976
- 1977
- 1978
- 1979
- 1980

Cette liste recense les élections organisées durant l'année 1976. Elle inclut les élections législatives et présidentielles nationales dans les États souverains, ainsi que les référendums.

## Commentaires généraux
En Espagne, le référendum du mois de décembre entérine la fin de la dictature franquiste et enclenche la transition vers un régime constitutionnel démocratique. Le Portugal voisin connaît en avril et en juin des élections législatives puis présidentielle qui font suite à la chute de la dictature fasciste. Candidat de consensus, António Ramalho Eanes est élu président avec une large majorité.
Parmi les autres États démocratiques, cinq connaissent une alternance au pouvoir au travers d'élections cette année. En Suède, les sociaux-démocrates perdent le pouvoir pour la première fois depuis plus de quarante ans, avec l'arrivée au pouvoir d'une gouvernement de coalition de centre-droit en septembre. Aux États-Unis en novembre, le candidat démocrate Jimmy Carter devance le président républicain sortant Gerald Ford, et est élu président. À Antigua-et-Barbuda (février) et à la Barbade (septembre), le Parti travailliste, principal parti d'opposition, retrouve le pouvoir. Aux Salomon, colonie britannique en transition vers l'indépendance, Peter Kenilorea succède à Solomon Mamaloni comme ministre-en-chef à l'issue des élections législatives en juin, et mène le pays à l'indépendance deux ans plus tard.
En Allemagne de l'Ouest, les sociaux-démocrates du chancelier Helmut Schmidt demeurent au pouvoir à l'issue des élections en octobre. En Italie, les centristes du parti Démocratie chrétienne conservent le pouvoir par le biais des élections législatives en juin. 
De nombreux États non-démocratiques organisent pour leur part des semblants de consultations populaires en 1976. À Cuba (février) et en Algérie (novembre), des référendums entérinent ainsi l'instauration de régimes à parti unique. Aux Philippines, le référendum d'octobre permet au dictateur Ferdinand Marcos de conserver les pleins pouvoirs.
Au Salvador, dictature militaire, l'opposition boycotte les élections législatives truquées en mars, permettant aux représentants de la junte de siéger seuls au parlement. Au Malawi, le président à vie Hastings Banda annule la tenue d'élections législatives en mai, en nommant lui-même les députés, tous issus du parti unique (conservateur). Au Mexique, le Parti révolutionnaire institutionnel continue à s'arroger un pouvoir quasi-absolu au travers des élections législatives et présidentielle en juillet, en n'acceptant aucune réelle opposition. En Mauritanie, les élections présidentielle et législative en août ne sont qu'une formalité, les électeurs n'ayant aucune possibilité de voter contre les candidats du parti unique. En Égypte, la victoire du président Anouar el-Sadate au plébiscite du mois d'octobre ne fait aucun doute, même si les citoyens peuvent en principe voter contre sa candidature. 
Plusieurs États marxistes-léninistes organisent des scrutins où aucune candidature d'opposition n'est possible, et où le parti communiste est assuré de conserver le pouvoir. C'est le cas au Cambodge en mars, avec le début du régime génocidaire des Khmers rouges, mais aussi en Pologne (mars), au Viêt Nam (avril), en Bulgarie (mai), en Allemagne de l'Est (octobre), en Tchécoslovaquie (octobre) et à Cuba (novembre).

## Par mois

### Janvier
Il n'y a pas d'élection nationale en janvier 1976.

### Février
| Date       | Pays               | Élections    | Contexte | Résultats |
| ---------- | ------------------ | ------------ | --- | --- |
| 15 février | Cuba               | Référendum   | Premier scrutin national depuis la révolution cubaine de 1959. Les citoyens sont appelés à approuver une constitution, à la suite de consultations populaires autour de sa rédaction. Cette constitution fait formellement de Cuba un État socialiste avec une économie planifiée, garantissant pour tous le droit à l'éducation et à la santé. | La constitution est officiellement approuvée par 99,0 % des votants, avec un taux de participation de 98,0 %.                                                             |
| 18 février | Antigua-et-Barbuda | Législatives | Le pays à cette date est un État associé au Royaume-Uni. | Alternance. Le Parti travailliste (centre-gauche) remporte la majorité absolue des sièges. Vere Bird, précédemment au pouvoir de 1960 à 1971, redevient Premier ministre. |
| 21 février | Samoa              | Législatives | Il n'existe pas de partis politiques à cette date. Seuls les matai (chefs de familles autochtones) et les citoyens d'origine étrangère ont le droit de vote. | La nouvelle majorité parlementaire élit Tufuga Efi au poste de Premier ministre.                                                                                          |

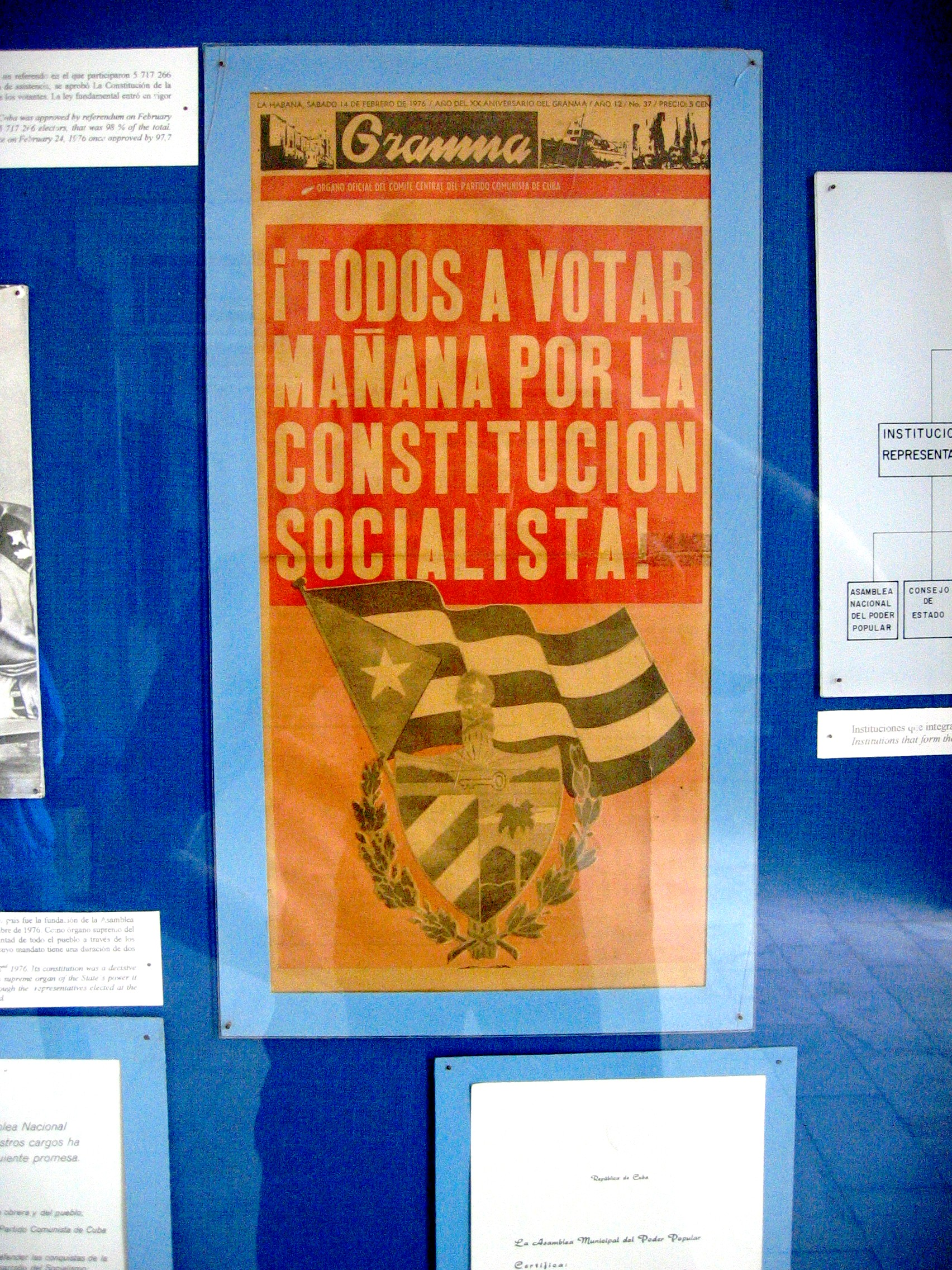
Page de couverture du journal du Parti communiste cubain, Granma, la veille du référendum du 15 février. « Allons tous voter demain pour la constitution socialiste ! ».

### Mars
| Date    | Pays     | Élections    | Contexte | Résultats |
| ------- | -------- | ------------ | --- | --- |
| 14 mars | Salvador | Législatives | Le pays à cette date est une dictature militaire. Les partis d'opposition sont autorisés en principe à prendre part aux élections législatives, mais celles-ci font l'objet de fraudes massives et sont conséquemment boycottées par l'opposition. | Seul à présenter des candidats, le Parti de la conciliation nationale (droite, parti de la junte) remporte automatiquement tous les sièges, sans que le scrutin n'ait lieu. |
| 20 mars | Cambodge | Législatives | Le régime totalitaire des Khmers rouges, officiellement le Kampuchéa démocratique, a été établi en 1975 à l'issue de la Guerre civile. Seul le Front uni national du Kampuchéa, incluant le Khmer rumdo (gauche royaliste) et les Khmers issarak (communistes) mais dominé par le Parti communiste des Khmers rouges (communisme agrarien), est autorisé à présenter des candidats. Le Front présente un peu plus de deux fois plus de candidats qu'il n'y a de sièges à pourvoir, et invite les électeurs à les départager. Sur les deux-cent-cinquante députés, cent-cinquante sont choisis par les « paysans », cinquante par les ouvriers, et cinquante par les soldats. | Le Front uni national remporte automatiquement tous les sièges. L'Assemblée représentative populaire élit Pol Pot, le secrétaire-général du Parti communiste, au poste de Premier ministre, et Khieu Samphan (Parti communiste) à la présidence du Présidium d'État, abolissant ainsi formellement la monarchie de Norodom Sihanouk. Le régime orchestre des exécutions de masse, des déplacements forcés et un travail forcé, constituant le génocide cambodgien. Le gouvernement des Khmers rouges est renversé en janvier 1979 par une intervention de l'armée vietnamienne, qui met alors en place la République populaire du Kampuchéa. |
| 21 mars | Pologne  | Législatives | La Pologne à cette date est un État à coalition unique. Seul le Front de l'unité nationale, qui rassemble les partis autorisés et est dominé par le Parti ouvrier unifié (marxiste-léniniste), est autorisé à présenter des candidats. Les citoyens sont appelés à les approuver. | Les candidats du Front recueillent un taux d'approbation général de 99,4 %. Le Parti ouvrier unifié conserve à lui seul la majorité absolue des sièges, les autres revenant aux autres candidats du Front. Piotr Jaroszewicz (Parti ouvrier unifié) demeure Premier ministre. |

### Avril
| Date     | Pays | Élections    | Contexte | Résultats |
| -------- | --- | ------------ | --- | --- |
| 4 avril  | Thaïlande | Législatives | Élections anticipées, quinze mois après les précédentes, le gouvernement de coalition sortant étant instable. Le scrutin se déroule dans un climat de violence orchestré par des milices d'extrême-droite (tels que les Gaurs rouges ultra-royalistes) qui, avec la complicité de la police et de l'armée, assassinent des syndicalistes et des personnalités politiques de gauche. | Parlement sans majorité. Alternance. Le Parti démocrate (centre-droit, conservateur, libéral en économie) conserve une majorité relative nettement accrue des sièges. Seni Pramoj (Parti démocrate) prend la tête d'un nouveau gouvernement de coalition avec le Parti de la Nation thaïe (droite à extrême-droite, pro-militaire et favorable à la violence), le Parti de la justice sociale (droite) et le Parti nationaliste social. Le 6 octobre, de nombreux étudiants sont massacrés par les milices d'extrême-droite et l'armée, et cette dernière prend le pouvoir par un coup d'État, avec l'approbation du roi Rama IX. |
| 25 avril | Portugal | Législatives | Ces élections font suite à la révolution des Œillets et à l'adoption d'une constitution démocratique par l'assemblée constituante élue en 1975. | Parlement sans majorité. Le Parti socialiste (gauche) obtient la majorité relative des sièges. Le socialiste Mário Soares devient Premier ministre, formant un gouvernement de coalition avec le Parti du Centre démocratique et social (conservateur). Une élection présidentielle a lieu le 27 juin. |
| 25 avril | République démocratique du Viêt Nam (Nord) et Gouvernement révolutionnaire provisoire de la République du Sud Viêt Nam | Législatives | Premières élections après la réunification du Viêt Nam, qui n'est toutefois pas encore officiellement actée. Le pays est un État à parti unique. Au Nord, seul le Front de la Patrie (organisation regroupant les mouvements de masse liés au Parti communiste) est autorisé à présenter des candidats ; au Sud, ce sont le Front national de libération (communiste) et l'Alliance des forces nationales et démocratiques pour la paix qui présentent des candidats. Les autorités présentent davantage de candidats qu'il n'y a de sièges à pourvoir, invitant les citoyens à les départager. | Les partis officiels remportent mécaniquement tous les sièges, malgré 0,9 % de bulletins blancs ou nuls. La nouvelle Assemblée nationale formalise la réunification du pays, qui le 2 juillet devient la République socialiste du Viêt Nam. Phạm Văn Đồng (Parti communiste), jusque-là Premier ministre du Nord, devient Premier ministre de l'ensemble du Viêt Nam. Tôn Đức Thắng (Parti communiste) devient président de la République, après avoir été président du Viêt Nam du Nord. |

### Mai
| Date   | Pays     | Élections    | Contexte | Résultats |
| ------ | -------- | ------------ | --- | --- |
| 24 mai | Malawi   | Législatives | Le Malawi à cette date est un État à parti unique. Chaque circonscription compte entre un et cinq candidats, proposés par des citoyens. Ces candidats doivent ensuite être approuvés par le président de la République, le président à vie Hastings Banda, pour avoir le droit de se présenter. Le président Banda choisit de n'approuver qu'un seul candidat par circonscription, et ceux-ci sont donc tous déclarés élus sans qu'un vote n'ait lieu. | Le Parti du congrès malawite (conservateur) conserve automatiquement tous les sièges, sans que les citoyens ne soient invités à se prononcer. |
| 30 mai | Bulgarie | Législatives | Toutes les candidatures doivent être approuvées par le Front patriotique, dominé par les communistes et regroupant tous les partis autorisés. Les citoyens sont appelés à voter pour ou contre l'unique candidat dans leur circonscription. | Les candidats du Front patriotique sont élus avec un taux d'approbation d'ensemble de 99,99 %. Le Parti communiste obtient la majorité absolue des sièges, les autres revenant à l'Union nationale agraire (agrarisme ; un quart des sièges), ou à des élus sans étiquette approuvés par le Front. Stanko Todorov (Parti communiste) demeure premier ministre. |

### Juin
| Date    | Pays                       | Élections                      | Contexte | Résultats |
| ------- | -------------------------- | ------------------------------ | --- | --- |
| 20 juin | Italie                     | Législatives                   | | Parlement sans majorité. Le parti Démocratie chrétienne (centriste) conserve la majorité relative dans les deux chambres, malgré une nette progression du Parti communiste. Giulio Andreotti (Démocratie chrétienne) devient président du Conseil des ministres. C'est le début du « Compromis historique », accord de bonne entente entre Démocratie chrétienne et le Parti communiste, ce dernier soutenant le gouvernement centriste. |
| 20 juin | État fédéré turc de Chypre | Législatives et présidentielle | Premières élections dans cet État nouvellement formé. Il est issu de l'invasion turque du nord de Chypre en 1974, qui est elle-même une réaction au coup d'État nationaliste grec sur l'île. L'État turc chypriote est une démocratie multipartite. | Le Parti de l'unité nationale (droite) remporte une large majorité des sièges au Conseil national, où trois partis de gauche se partagent le restant des sièges. Rauf Denktaş (Parti de l'unité nationale) est élu président de la République avec 76,6 % des voix face à un unique adversaire, Ahmet Berberoglu (Parti républicain turc : centre-gauche).                                                                               |
| 27 juin | Algérie                    | Référendum                     | Les citoyens sont appelés à approuver une Charte nationale affirmant que le développement de la nation repose sur des principes socialistes et musulmans.                                                                                           | La Charte est officiellement approuvée par 98,4 % des votants, avec un taux de participation de 91,8 %. Un second référendum en novembre lui fait suite. |
| 27 juin | Portugal                   | Présidentielle                 | Première élection présidentielle après l'instauration de la démocratie. | António Ramalho Eanes (sans étiquette, soutenu par des partis de gauche et de droite à la fois) est élu dès le premier tour avec 61,6 % des voix, face à trois autres candidats. |
| juin    | Salomon                    | Législatives                   | | Parlement sans majorité. Alternance. Le Groupe des indépendants obtient la majorité relative des sièges, et élit Peter Kenilorea à la fonction de ministre-en-chef. Ce dernier devient Premier ministre lorsque cette colonie britannique accède à l'indépendance en juillet 1978. |

### Juillet
| Date      | Pays    | Élections                      | Contexte | Résultats |
| --------- | ------- | ------------------------------ | --- | --- |
| 4 juillet | Mexique | Législatives et présidentielle | C'est l'époque de la « Guerre sale » : les forces armées kidnappent, torturent et assassinent les membres de mouvements de gauche. Seuls quatre partis politiques sont autorisés, dont un seul d'opposition : le Parti action nationale (droite). Le pouvoir est monopolisé par le Parti révolutionnaire institutionnel (centriste), qui seul présente un candidat à l'élection présidentielle. | Le Parti révolutionnaire institutionnel conserve la majorité écrasante des sièges à la Chambre des députés et la totalité des sièges au Sénat. Son candidat José López Portillo est déclaré élu président de la République avec 100 % des suffrages exprimés, étant le seul candidat autorisé. On estime toutefois qu'environ 6 % des électeurs ont inscrit sur leur bulletin le nom de Valentín Campa, candidat du Parti communiste (interdit de participation). Ces votes sont considérés comme des bulletins nuls. |

### Août
| Date   | Pays       | Élections                      | Contexte | Résultats |
| ------ | ---------- | ------------------------------ | --- | --- |
| 8 août | Mauritanie | Législatives et présidentielle | La Mauritanie à cette date est un État à parti unique. Le président sortant est le seul candidat à l'élection présidentielle. Les citoyens ne peuvent pas voter contre sa candidature, mais peuvent voter blanc. | Moktar Ould Daddah (Parti du peuple) est automatiquement réélu. Avec un taux de participation déclaré de 97,9 %, il recueille officiellement 99,3 % de suffrages favorables. Le parti conserve automatiquement tous les sièges à l'Assemblée nationale. Le président Daddah est renversé par un coup d'État militaire en 1978, et le pays ne connaît pas d'autres élections avant 1992. |

### Septembre
| Date               | Pays              | Élections    | Contexte | Résultats |
| ------------------ | ----------------- | ------------ | --- | --- |
| 2 septembre        | Barbade           | Législatives | | Alternance. Le Parti travailliste (centre-gauche) remporte la majorité absolue des sièges. Tom Adams devient Premier ministre. |
| 5 septembre        | Chypre            | Législatives | Ces élections font suite à la dislocation de la dictature militaire issue du coup d'État de juillet 1974, et à la restauration de la démocratie. Les partis opposés au coup d'État, allant du centre-droit aux communistes, forment une alliance électorale. | La coalition du Parti démocrate (centre-droit), du Parti progressiste des travailleurs (communiste) et du Mouvement pour la démocratie sociale (centre-gauche) remporte tous les sièges sauf un, ce dernier étant remporté par un candidat sans étiquette favorable au gouvernement. Le Parti démocrate dispose à lui seul d'une majorité absolue des sièges. L'alliance d'opposition du Parti national démocrate (extrême-droite) et du Rassemblement démocrate (droite) n'obtient aucun siège. |
| 13 septembre       | Trinité-et-Tobago | Législatives | | Le Mouvement national du peuple (centre-gauche, soutenu principalement par la communauté afro-trinidadienne) conserve la majorité absolue des sièges. Eric Williams demeure Premier ministre. Le pays, jusque-là un royaume du Commonwealth, devient une république le 1er août, tout en demeurant membre du Commonwealth des nations. |
| 17 et 18 septembre | Malte             | Législatives | | Le Parti travailliste (centre-gauche) conserve la majorité absolue des sièges. Dom Mintoff demeure Premier ministre. |
| 19 septembre       | Suède             | Législatives | | Parlement sans majorité. Alternance. Les Sociaux-démocrates (centre-gauche), au pouvoir depuis 1932, conservent la majorité relative des sièges, mais trois partis d'opposition de centre-droit parviennent à former un gouvernement de coalition. Thorbjörn Fälldin (Parti du centre : centre-droit social-libéral et agrarien) devient Premier ministre, avec l'appui du Parti du peuple (centre-droit social-libéral) et du Parti modéré (centre-droit libéral-conservateur).                 |
| 29 septembre       | Transkei          | Législatives | Le Transkei est un bantoustan, un territoire noir autonome créé par le régime de l'apartheid en Afrique du Sud. Seuls la moitié des sièges sont pourvus par élection, les autres revenant à des chefs nommés.                                                | Le Parti pour l'indépendance nationale, favorable à une bonne entente avec le gouvernement sud-africain, conserve la majorité absolue des sièges élus. Kaiser Matanzima demeure Premier ministre. Le pays obtient formellement son indépendance le 26 octobre, mais n'est pas reconnu par la communauté internationale, étant une mise en application de la politique de l'apartheid (l'exclusion des noirs hors du territoire sud-africain).                                                    |
| septembre          | Palaos            | Référendum   | Les habitants de ce territoire micronésien sous souveraineté américaine sont invités à se prononcer pour ou contre leur séparation du reste du Territoire sous tutelle des îles du Pacifique, afin de négocier un avenir autonome et distinct.               | L'option de la séparation est approuvée par 87,7 % des votants. Les Palaos obtiennent leur propre constitution en 1979, puis finalement leur indépendance vis-à-vis des États-Unis en 1994. |

### Octobre
| Date             | Pays                 | Élections      | Contexte | Résultats |
| ---------------- | -------------------- | -------------- | --- | --- |
| 2 octobre        | Égypte               | Présidentielle | L'Égypte à cette date est un État à parti unique. Le président sortant est le seul candidat ; les citoyens sont appelés à voter pour ou contre sa candidature. | Anouar el-Sadate (Union socialiste arabe : centre-gauche, laïc) est réélu avec 99,9 % de suffrages favorables. S'ensuivent des élections législatives. |
| 3 octobre        | Allemagne de l'Ouest | Législatives   | | Parlement sans majorité. L'alliance CDU/CSU (conservateurs) obtient la majorité relative des sièges, devançant le Parti social-démocrate (SPD : centre-gauche). Helmut Schmidt (SPD) demeure néanmoins chancelier, conservant le gouvernement de coalition du SPD et du Parti libéral-démocrate (FDP : centre-droit libéral).                                                                                             |
| 16 et 17 octobre | Philippines          | Référendum     | La population est appelée à approuver le maintien de la loi martiale, permettant au président Ferdinand Marcos de continuer à user de pouvoirs d'exception, et à gouverner sans parlement et sans élections. Le pays à cette date est une dictature, où toute opposition est violemment réprimée. | Le « oui » l'emporte officiellement à 86,7 %. |
| 17 octobre       | Allemagne de l'Est   | Législatives   | L'Allemagne de l'Est (RDA) à cette date est une dictature de facto à parti unique. Bien qu'une diversité de partis existe officiellement, ils sont tous subordonnés aux autorités communistes. La répartition des sièges entre les partis est décidée par avance ; les autorités présentent une liste unique de candidats, les citoyens étant invités à l'approuver.                                                                         | Les candidats sont approuvés officiellement par 99,86 % des votants. En apparence, ces élections produisent un parlement sans majorité, où le Parti socialiste unifié (SED, marxiste-léniniste) dispose de seulement un quart des sièges. Dans la pratique, les autres partis sont soumis à sa direction. Willi Stoph (SED) demeure président du conseil des ministres.                                                   |
| 22 octobre       | Irlande              | Présidentielle | Élection anticipée. L'assassinat de l'ambassadeur britannique par l'IRA a amené le gouvernement à initier l'état d'urgence. La décision du président Cearbhall Ó Dálaigh (Fianna Fáil : centre-droit) de ne pas approuver l'état d'urgence avant l'assentiment de la Cour suprême a été vivement critiquée par le gouvernement, aboutissant à la démission du président. Les partis d'opposition ne présentent pas de candidat à ce scrutin. | Étant le seul candidat, Patrick Hillery (Fianna Fáil) est déclaré élu sans qu'il n'y ait d'élection. |
| 22 et 23 octobre | Tchécoslovaquie      | Législatives   | Seul le Front national (coalition de tous les partis politiques autorisés) peut présenter des candidats. Les citoyens sont appelés à voter pour ou contre l'unique candidat dans leur circonscription. | Les candidats du Front national sont élus avec un taux d'approbation d'ensemble de 99,97 %. La majorité absolue des sièges revient au Parti communiste, les autres étant alloués aux partis qui lui sont subordonnés (le Parti socialiste, le Parti populaire et le Parti du renouveau slovaque), ou à des candidats sans étiquette approuvés par le Front. Lubomír Štrougal (Parti communiste) demeure Premier ministre. |

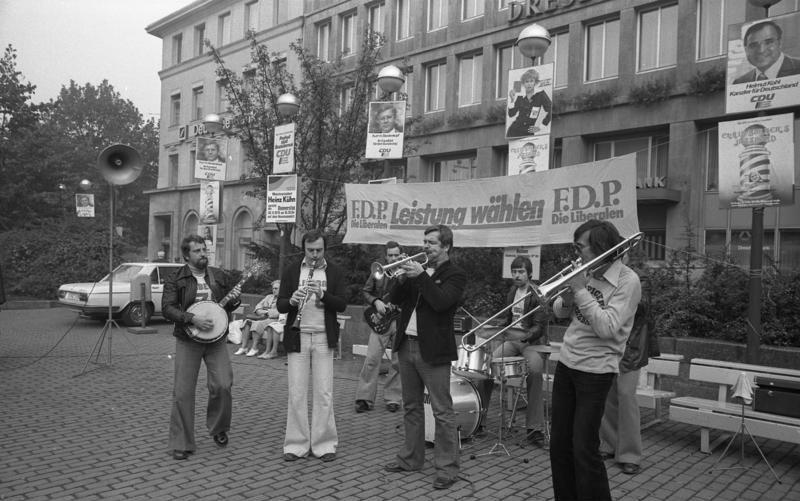
Concert de rue pour la campagne électorale de 1976 du parti FDP en Allemagne de l'Ouest.
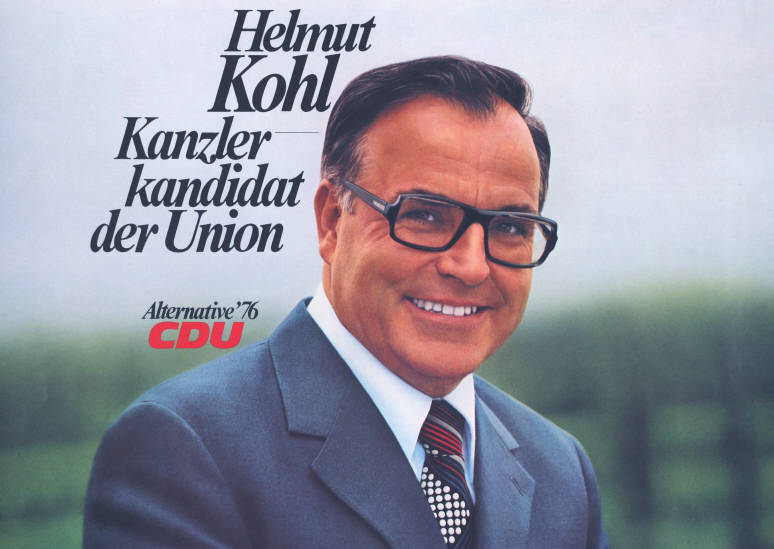
Affiche électorale du parti CDU pour les élections ouest-allemandes de 1976, promouvant la candidature de Helmut Kohl à la chancellerie.

### Novembre
| Date                     | Pays       | Élections                      | Contexte | Résultats |
| ------------------------ | ---------- | ------------------------------ | --- | --- |
| 2 novembre               | Cuba       | Législatives                   | Premières élections depuis la révolution cubaine en 1959. Cuba est un État à parti unique. Seuls le Parti communiste et les organisations de masse qui lui sont liées peuvent présenter des candidats. Pour ce scrutin, l'Assemblée nationale est élue au suffrage indirect, par les assemblées municipales élues par les citoyens. | L'Assemblée nationale ne comprend automatiquement que des députés membres du Parti communiste ou approuvés par le parti. Fidel Castro demeure Premier ministre, et est conjointement élu président du Conseil d'État (chef de l'État) par les députés. |
| 2 novembre               | États-Unis | Législatives et présidentielle | | Le Parti démocrate (centre-gauche) conserve sa majorité absolue des sièges aux deux chambres du Congrès. Alternance à la présidence : Jimmy Carter (Parti démocrate) est élu avec 50,1 % du suffrage populaire et 55,2 % des voix des grands électeurs, face notamment au président sortant Gerald Ford (Parti républicain : droite).                                                                                                  |
| 28 octobre et 4 novembre | Égypte     | Législatives                   | L'Égypte à cette date est un État à parti unique, officiellement en transition vers le multipartisme. Trois factions ont été établies au sein du parti (l'Union socialiste arabe), et présentent des candidats en concurrence, permettant un certain choix aux électeurs. Chaque circonscription élit deux députés, et chaque électeur vote donc pour deux candidats. Un second tour est organisé dans les circonscriptions où les deux candidats en tête n'ont pas recueilli chacun une majorité absolue des suffrages. | La faction « Organisation socialiste arabe » (centriste, favorable à une transition vers une économie mixte), remporte une majorité écrasante des sièges. Les factions « Organisation unioniste, nationale et progressiste » (gauche radicale et nassériste) et « Organisation socialiste libérale » (centre-droit libéral et musulman) n'obtiennent que quelques sièges chacun. Mamdouh Salem (faction OSA) demeure Premier ministre. |
| 19 novembre              | Algérie    | Référendum                     | Les citoyens sont appelés à approuver une nouvelle constitution qui entérine la mise en place d'un État socialiste à parti unique, restaurant l'Assemblée nationale populaire (suspendue depuis 1965), et permettant l'élection du président de la République au suffrage direct. | La constitution est officiellement approuvée par 99,0 % des votants, avec un taux de participation de 92,9 %. Une élection présidentielle a lieu le 10 décembre. |

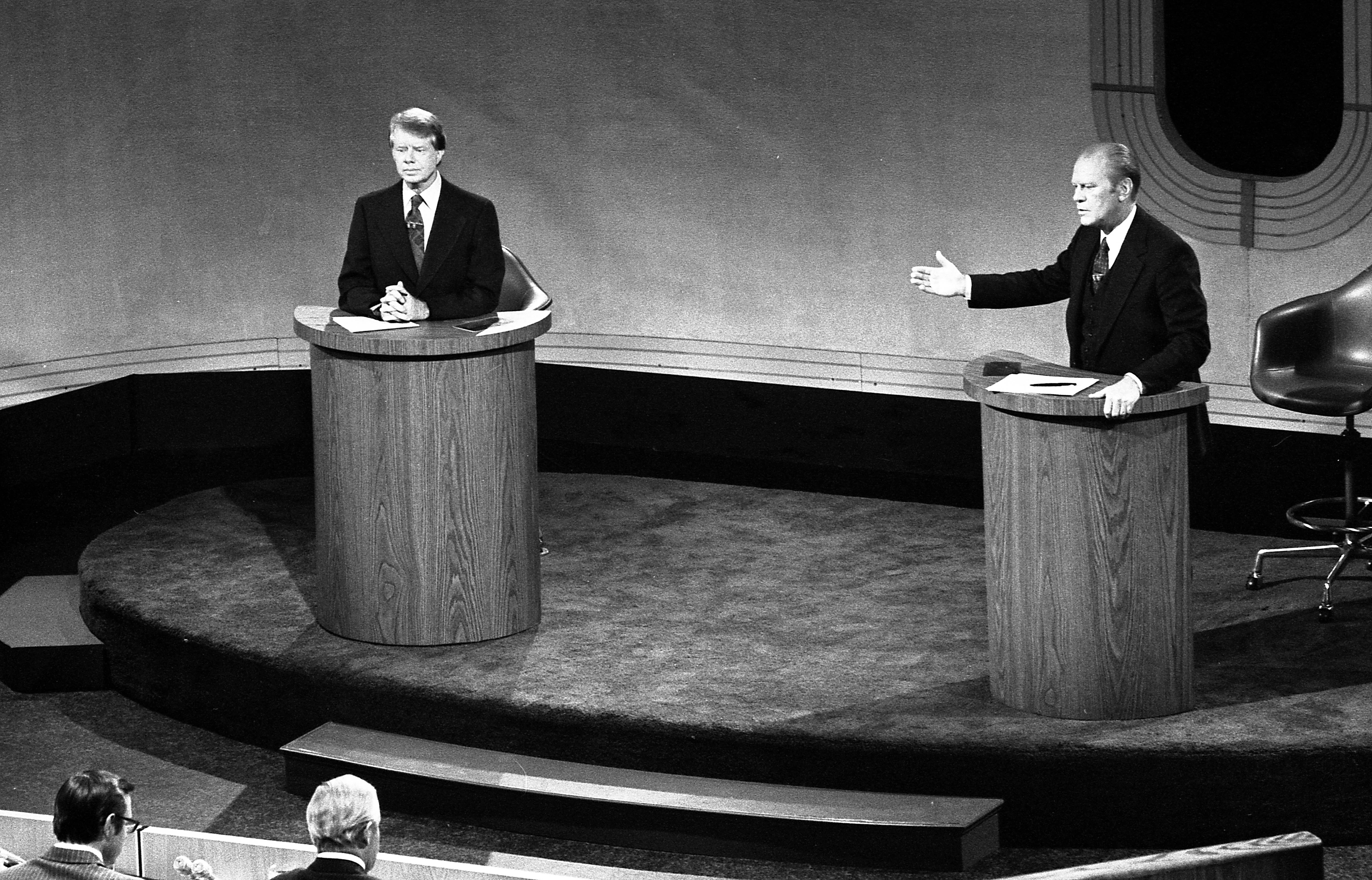
Débat entre Jimmy Carter et Gerald Ford en amont de l'élection présidentielle américaine.

### Décembre
| Date        | Pays      | Élections      | Contexte | Résultats |
| ----------- | --------- | -------------- | --- | --- |
| 5 décembre  | Japon     | Législatives   | | Parlement sans majorité. Le Parti libéral-démocrate (droite) perd sa majorité absolue des sièges, mais conserve la majorité relative. Takeo Miki (libéral-démocrate) demeure Premier ministre. |
| 7 décembre  | Grenade   | Législatives   | Ces élections sont entachées de fraudes à grande échelle, tandis que la police secrète intimide les membres et partisans de l'opposition. | Le Parti travailliste uni (gauche) conserve la majorité absolue des sièges, et Eric Gairy demeure Premier ministre. Il est renversé en 1979 par un coup d'État qui mène à l'établissement d'un État marxiste-léniniste à parti unique, reconnaissant toutefois toujours la reine Élisabeth II comme chef symbolique de l'État.                                                                       |
| 10 décembre | Algérie   | Présidentielle | L'Algérie à cette date est un État à parti unique. Le scrutin est un plébiscite. Le président sortant est le seul candidat : les citoyens sont appelés à voter pour ou contre sa candidature. | Houari Boumédiène (Front de libération nationale : socialiste, nationaliste) est réélu avec 99,5 % de suffrages favorables. |
| 15 décembre | Espagne   | Référendum     | La population est invitée à approuver ou rejeter la loi pour la réforme politique approuvée par les Cortes Generales (parlement). À la suite de la mort de Francisco Franco en novembre 1975, cette loi permet d'abroger formellement la dictature militaire, d'instaurer des institutions démocratiques dans le cadre d'une monarchie constitutionnelle et parlementaire, et de légaliser les partis politiques. | La loi est approuvée par 97,4 % des votants. Des élections législatives ont lieu en juin 1977. |
| 15 décembre | Jamaïque  | Législatives   | | Le Parti national du peuple (centre-gauche) conserve la majorité absolue des sièges. Michael Manley demeure Premier ministre. |
| 18 décembre | Nauru     | Législatives   | | Le gouvernement sortant conserve sa majorité parlementaire. Bernard Dowiyogo demeure président de la République. |
| 23 décembre | Maurice   | Législatives   | Les dernières élections ont eu lieu en 1967, un an avant l'indépendance. Dans les années 1970, le gouvernement a mis en place un régime autoritaire, restreint les droits civiques et retardé les élections, finalement consenties en 1976. | Le Mouvement militant (gauche), principal parti d'opposition, remporte la majorité relative des sièges, manquant de peu la majorité absolue. Le gouvernement de coalition du Parti travailliste (centre-gauche) et du Parti social-démocrate (droite) conserve le pouvoir en obtenant une courte majorité absolue, nettement réduite. Seewoosagur Ramgoolam (travailliste) demeure Premier ministre. |
| 23 décembre | Singapour | Législatives   | | Le Parti d'action populaire (conservateur, libéral en économie, laïc) conserve la totalité des sièges, malgré la participation de sept partis d'opposition au scrutin. Lee Kuan Yew demeure Premier ministre. |